# Sơn Nam (phường)
Sơn Nam là một phường thuộc tỉnh Hưng Yên, Việt Nam.

## Địa lý
Phường Sơn Nam nằm ở phía bắc của tỉnh Hưng Yên, có vị trí địa lý:
- Phía tây giáp phường Duy Tân và phường Duy Tiên của tỉnh Ninh Bình, có ranh giới tự nhiên là sông Hồng.
- Phía đông nam giáp phường Phố Hiến.
- Phía đông bắc giáp xã Hiệp Cường.

## Lịch sử
Ngày 16 tháng 6 năm 2025, Ủy ban Thường vụ Quốc hội ban hành Nghị quyết số 1666/NQ-UBTVQH15 về việc sắp xếp các đơn vị hành chính cấp xã của tỉnh Hưng Yên năm 2025. Theo đó, sắp xếp toàn bộ diện tích tự nhiên, quy mô dân số của phường Lam Sơn, các xã Phú Cường, Hùng Cường, Bảo Khê và phần còn lại của xã Ngọc Thanh sau khi sắp xếp theo quy định tại khoản 11 Điều này thành phường mới có tên gọi là phường Sơn Nam.